# Гіпантій
Гіпа́нтій (від грецької ύπο — внизу і άνθος — квітка) — квіткова трубка, що утворюється внаслідок зростання переважно нижніх частин оцвітини і тичинкових ниток. Ззовні гіпантій нагадує увігнуте квітколоже. Властивий здебільшого рослинам родини розоцвітих (шипшина, вишня та інші), а також тропічним рослинам інших родин. Нижню частину гіпантію формує також вісь квітки.